# Dreams Come True
Dreams Come True (ドリームズ・カム・トゥルー, Dorīmuzu Kamu Turū, lit. "Sonhos Se Tornam Realidade") é uma banda formada no Japão em 1988. Já vendeu mais de 50 milhões de cópias em todo planeta.

## Discografia

### Álbuns de estúdio
- Dreams Come True (21 de março de 1989)
- Love Goes On (22 de novembro de 1989)
- Wonder 3 (1 de novembro de 1990)
- Million Kisses (15 de novembro de 1991)
- The Swinging Star (14 de novembro de 1992)
- Magic (4 de dezembro de 1993)
- Delicious (25 de março de 1995)
- Love Unlimited (21 de abril de 1996)
- Sing or Die (15 de novembro de 1997)
- The Monster (21 de abril de 1999)
- Monkey Girl Odyssey (5 de dezembro de 2001)
- Diamond 15 (6 de dezembro de 2004)
- The Love Rocks (22 de fevereiro de 2006)
- And I Love You (12 de dezembro de 2007)
- Do You Dreams Come True?" (21 de março de 2009)
- Love Central (30 de novembro de 2010)
- Attack 25 (13 de agosto de 2014)
- The Dream Quest (10 de outubro de 2017)

### Outros
- Sing or Die: Worldwide Version (16 de julho de 1998)
- The Soul: Dreams Come True Greatest Hits (14 de fevereiro de 2000)
- The Monster: Universal Mix (9 de maio de 2001)
- Sing or Die 2002: Monkey Girl Odyssey Tour Special Edition (29 de março de 2002)
- The Monster 2002: Monkey Girl Odyssey Tour Special Edition (29 de março de 2002)
- Dreamage: Love Ballad Collection (17 de dezembro de 2003)
- Dreamania: Smooth Groove Collection (9 de janeiro de 2004)
- Love Overflows: Asian Edition (3 de março de 2004)